# 구와나역
구와나역(일본어: 桑名駅)은 일본 미에현 구와나시에 있는 도카이 여객철도 · 긴키 닛폰 철도 · 요로 철도의 역이다.

## 타는 곳
| 1     | ■ JR 간사이 본선           | 하행 | 욧카이치 · 마쓰사카 방면                        |                |
| 2     | ■ JR 간사이 본선           | 상행 | 나고야 방면                                     |                |
| 3     | ■ JR 간사이 본선           | 상행 | 나고야 방면                                     | 대피 열차용    |
| 3     | ■ JR 간사이 본선           | 하행 | 욧카이치 · 마쓰사카 방면                        | 대피 열차용    |
| 4     | ■ 요로 철도 요로 선        | -    | 다도 · 요로 · 오가키 방면                       | 중간 매표 있음 |
| 6     | E 긴키 닛폰 철도 나고야 선 | 하행 | 욧카이치 · 쓰 · 가시코지마 · 오사카 · 고베 방면 |                |
| 7 · 8 | E 긴키 닛폰 철도 나고야 선 | 상행 | 나고야 방면                                     |                |

## 역 주변
- 니시쿠와나역 (산기 철도 호쿠세이선의 철도역)
- 국도 제1호선
- 구와나성 터
- 구와나 시청

## 화랑

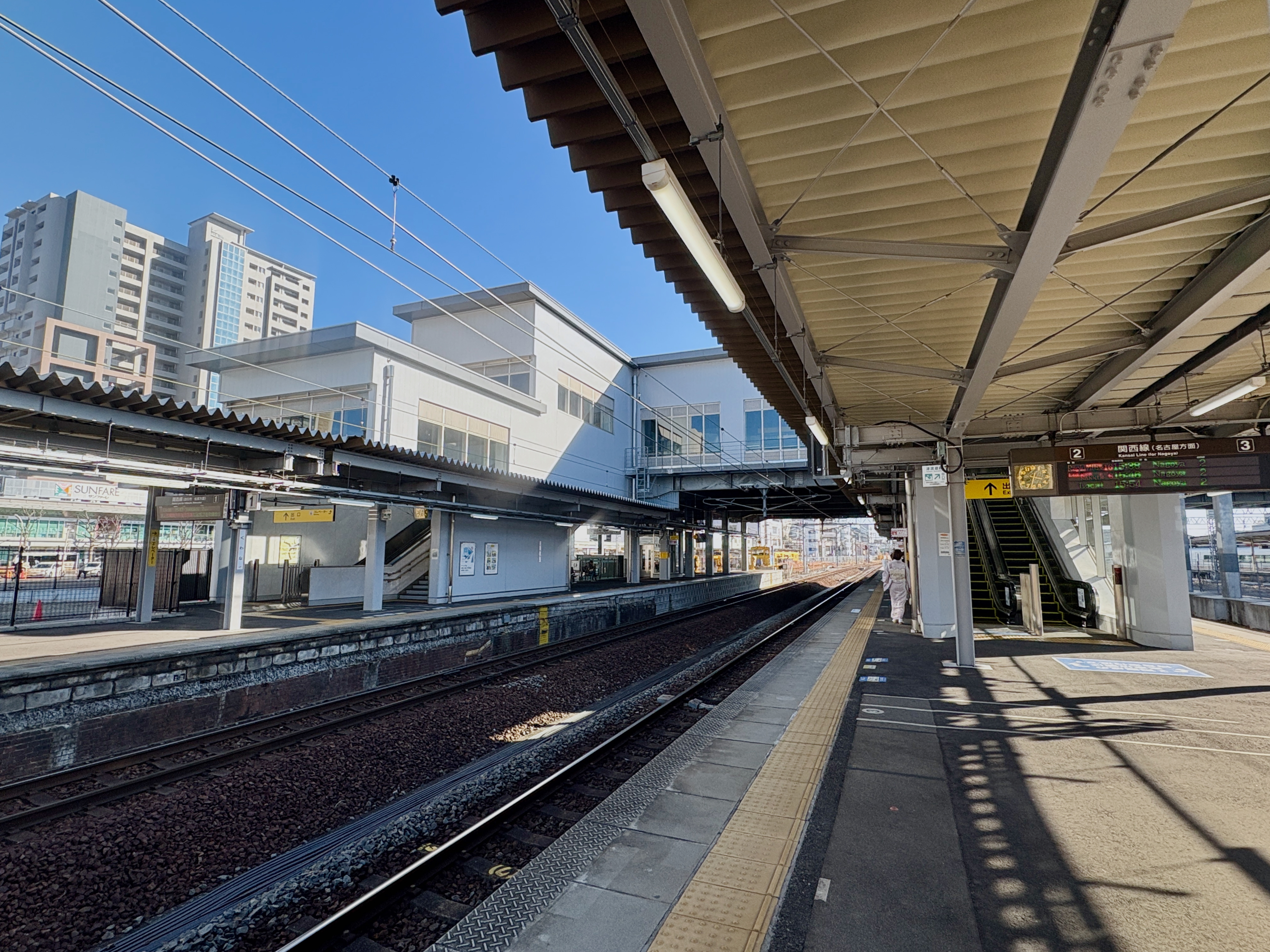
JR 간사이 본선 승강장(2025년 3월 9일)
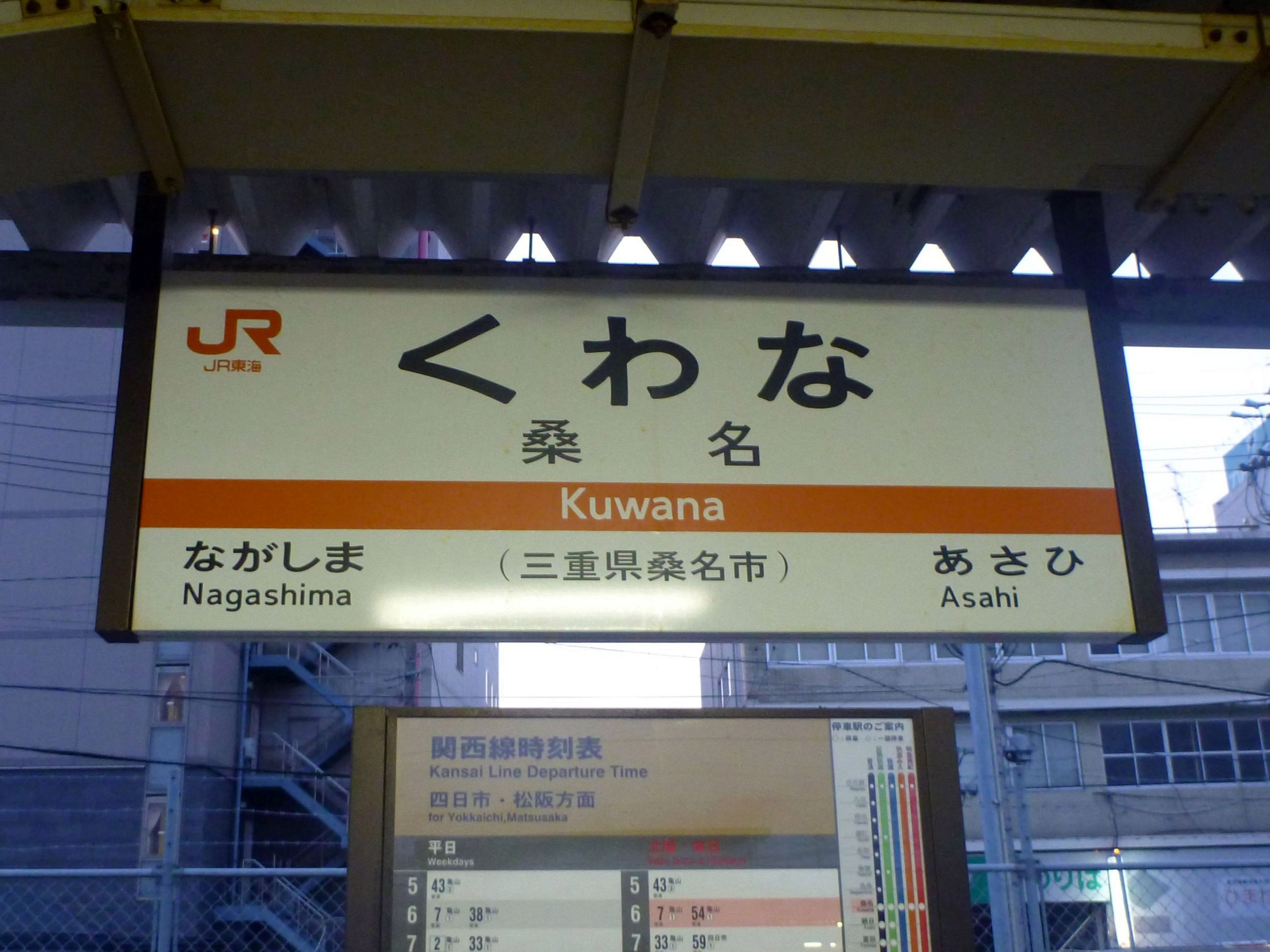
JR 간사이 본선 역명판(2013년 3월 10일)
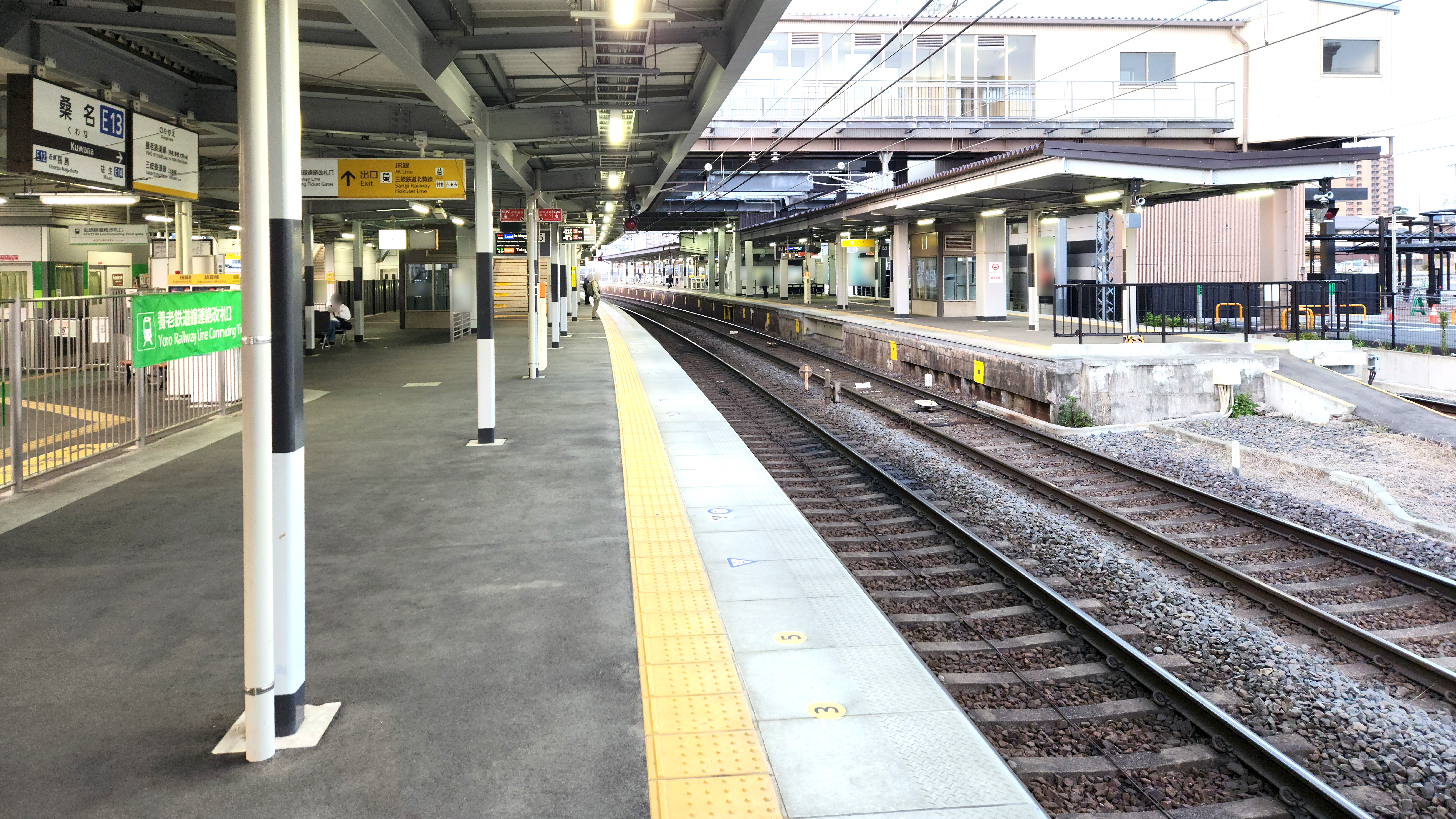
긴테쓰 승강장(2025년 4월 17일)
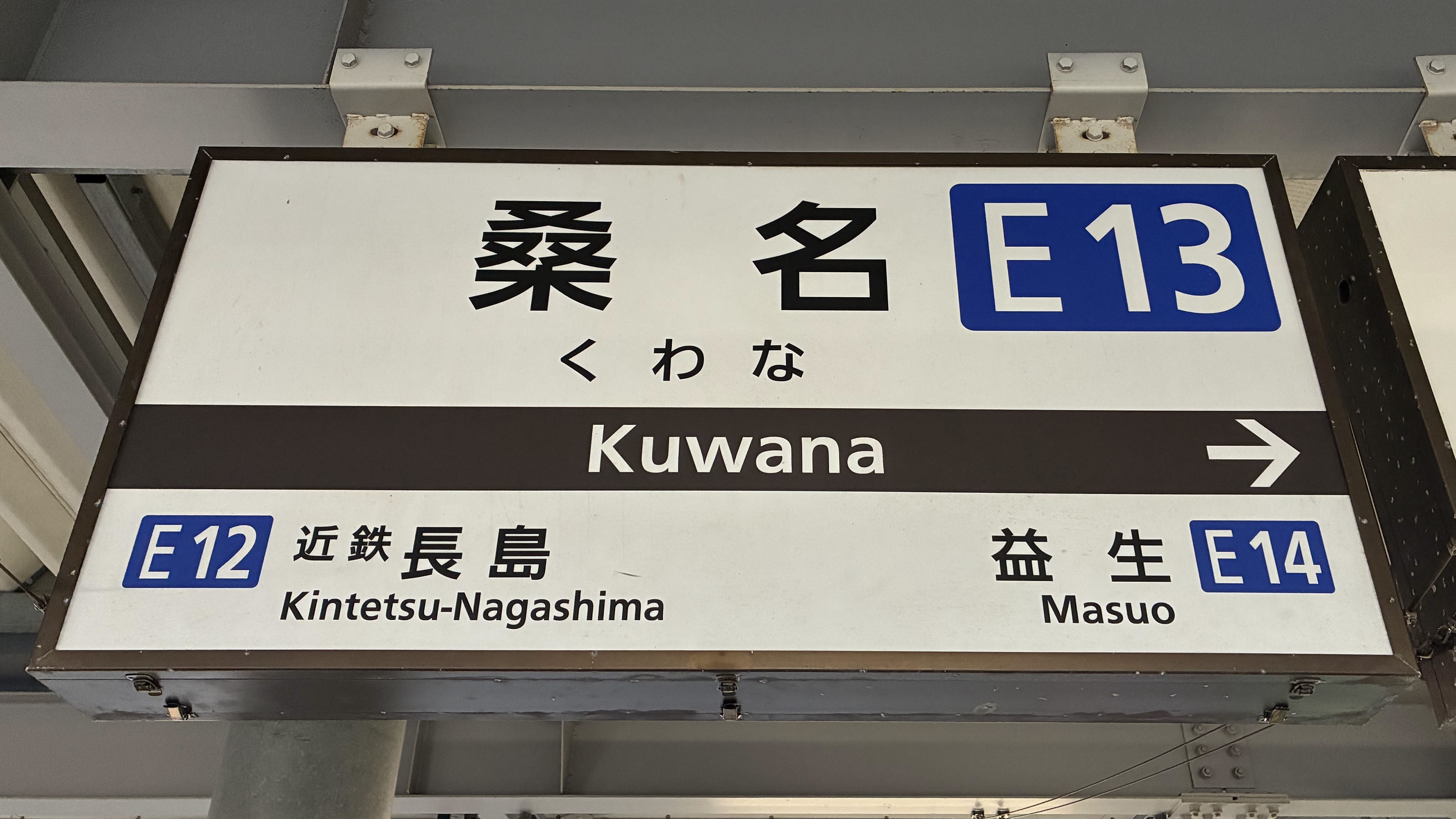
긴테쓰 역명판(2025년 4월 17일)
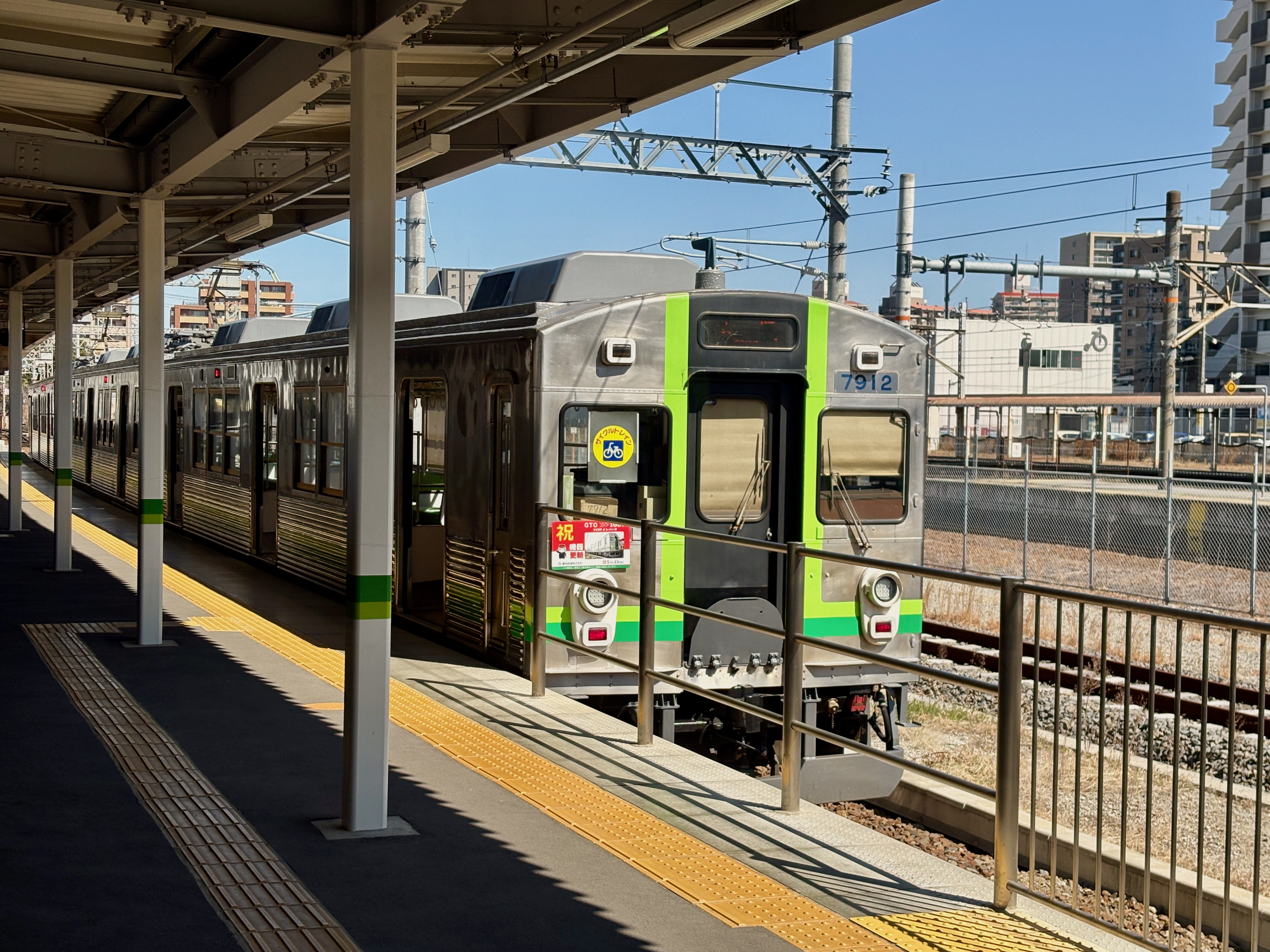
요로선 승강장과 요로선 전동차 모습(2025년 3월 9일)

## 인접 역
| 도카이 여객철도 간사이 본선          | 도카이 여객철도 간사이 본선 | 도카이 여객철도 간사이 본선        |
| ------------------------------------ | --------------------------- | ---------------------------------- |
| 나고야 나고야 방면                   | ■ 쾌속 '미에' · ■ 쾌속      | 욧카이치 도바 방면                 |
| 야토미 나고야 방면                   | ■ 구간쾌속                  | 아사히 가메야마 방면               |
| 나가시마 나고야 방면                 | ■ 보통                      | 아사히 가메야마 방면               |
| 긴테쓰 나고야선                      |                             |                                    |
| E11 긴테쓰야토미 긴테쓰나고야 방면   | ■ 급행                      | 긴테쓰토미다 E17 이세나카가와 방면 |
| E12 긴테쓰나가시마 긴테쓰나고야 방면 | ■ 준급 · ■ 보통             | 마스오 E14 이세나카가와 방면       |
| 요로 철도 요로선                     |                             |                                    |
| 시·종착역                            | ■ 요로 철도 요로 선         | 하리마역 오가키 방면               |